# Torsted Kirke (Sydslesvig)
 For alternative betydninger, se Torsted Kirke. (Se også artikler, som begynder med Torsted Kirke)
Torsted Kirke er en sognekirke i landsbyen Torsted (tysk Taarstedt) beliggende i Slis Herred i det sydvestlige Angel (Sydslesvig).
Kirken er opført som kampestenkirke i romansk stil i 1100-tallet, formodentlig på en offerplads fra førkristen tid. Kirken har hverken hvælvinger eller tårn. Klokkerne er i stedet anbragt i en klokkestabel af træ. Bygningen er bestående af skib og firkantet kor med fladt loft. Døbefonten af granit er fra 1100-tallet. Altertavlen er fra 1772. Den er udført i renaissancestilen og viser de tolv apostler, biskop Dionysius af Paris samt Sankt Anna. Ved siden af alteret findes et processionskors fra 1500-tallet. Prædikestolen fra 1700-tallet står som et stykke enkelt snedkerarbejde uden nogen særlig udsmykning. Billedet ved orglet viser de tolv apostler.
Kirken er viet til Sankt Anna, der er ifølge traditionen Jomfru Marias moder.
Torsted sogn var op til 1900-tallet uden præstestilling og var derfor forbundet med Løjt eller Brodersby Sogn. Menigheden hører nu til Slesvig-Flensborgs kirkekreds i den nordtyske evangelisk-lutherske landskirke.